# Pommiers-la-Placette
Pommiers-la-Placette ist eine ehemalige französische Gemeinde mit zuletzt 554 Einwohnern (Stand: 1. Januar 2013) im Département Isère in der Region Auvergne-Rhône-Alpes. Sie war Teil des Arrondissements Grenoble und des Kantons Voiron.
Mit Wirkung vom 1. Januar 2017 wurden die ehemaligen Gemeinden Pommiers-la-Placette und Saint-Julien-de-Raz zur Commune nouvelle La Sure en Chartreuse zusammengelegt.

## Geographie
Pommiers-la-Placette liegt etwa 16 Kilometer nordnordwestlich von Grenoble. Umgeben wird Pommiers-la-Placette von den Nachbarorten Saint-Julien-de-Raz im Norden, Saint-Pierre-de-Chartreuse im Osten, Proveysieux im Südosten, Mont-Saint-Martin im Süden, Voreppe im Süden und Südwesten sowie La Buisse im Westen.

## Bevölkerungsentwicklung
| 1962                       | 1968 | 1975 | 1982 | 1990 | 1999 | 2006 | 2013 |
| -------------------------- | ---- | ---- | ---- | ---- | ---- | ---- | ---- |
| 169                        | 157  | 260  | 412  | 465  | 586  | 600  | 554  |
| Quellen: Cassini und INSEE |      |      |      |      |      |      |      |

## Sehenswürdigkeiten
- Kirche aus dem 19. Jahrhundert